# Émile Marchand
Pour les articles homonymes, voir Marchand.
Émile Marchand (né à Bourg-en-Bresse le 9 février 1852 et mort à Bagnères-de-Bigorre le 25 avril 1914) est un astronome et géophysicien français, directeur de l'observatoire du Pic du Midi.

## Biographie
Fils de Jean-Pierre Marchand et Élisabeth Tissot, pâtissiers-confiseurs à Bourg-en-Bresse, il fait ses études dans sa ville natale jusqu’au baccalauréat. À la faculté des sciences de Lyon, il suit les cours d'astronomie de Charles André, professeur d'astronomie, qui le recrute pour l’observatoire de Lyon qu’il est en train de créer.
Nommé aide météorologiste le 1er janvier 1881, il dirige la station météorologique du Mont-Verdun, puis est nommé météorologiste adjoint le 15 novembre 1882. C’est à cette époque qu’il recrute Michel Luizet comme assistant météorologiste, lequel lui succédera en 1892.
En parallèle de ses fonctions, il s’initie aux observations méridiennes et équatoriales.

## L’observatoire du Pic du Midi
À la suite du décès de son directeur, Célestin-Xavier Vaussenat, Marchand est nommé directeur de l'observatoire du Pic du Midi le 1er août 1892.
Son premier soin est d'installer au sommet du Pic un service régulier de l'observation de la surface solaire ; l’accès au Pic du Midi n’étant pas possible tout au long de l’année, il crée une station à Bagnères reliée télégraphiquement à celle du sommet.
À la suite de ses recherches sur les relations des phénomènes solaires avec ceux de la physique du globe, et de ses études sur la lumière zodiacale, il découvre en 1888 que les régions actives du Soleil déterminent les perturbations du magnétisme terrestre au moment de leur passage à la plus courte distance du centre du disque apparent. 
Au début du XXe siècle, Benjamin Baillaud, directeur de l'observatoire de Toulouse, dont dépend celui du Pic du Midi, décide de construire un télescope au Pic. En 1906, la coupole est terminée et le télescope de 50 centimètres de diamètre, construit dans un atelier parisien, est amené à Bagnères par chemin de fer, puis au col du Tourmalet par char à bœufs. Ensuite, les soldats d'un régiment d'artillerie de Tarbes sont chargés de les monter au sommet, mais les conditions climatiques sont telles que le télescope n'est au sommet qu'en septembre 1907 et ne peut être opérationnel qu’en 1908.
Pendant les 22 ans de sa direction, Marchand collecte un nombre considérable de mesures quotidiennes avec l'aide de son personnel : la carte du Soleil, des surfaces planétaires et de la couverture nuageuse, ainsi que des relevés météorologiques, d'électricité atmosphérique, de magnétisme terrestre et de séismologie. Pendant cette période, il publie 35 articles de géophysique, 20 d'astronomie, 6 sur les relations Soleil-Terre, dans des revues locales.
Au début du siècle, Marchand installe un jardin botanique au sommet pour étudier le comportement des plantes à haute altitude. Il fait également partie de la société Ramond, société académique se consacrant essentiellement à l’étude scientifique et ethnographique des Pyrénées ; il en fut successivement secrétaire, vice-président et président en 1891.
En 1882, il a épousé Emma Blatrix, une amie d’enfance. Ils ont eu deux filles. 
Émile Marchand est mort à Bagnères-de-Bigorre le 25 avril 1914, des suites d’un malaise cardiaque ressenti au Pic.

## Distinctions
L’Académie des sciences, belles-lettres et arts de Lyon lui a décerné le prix Herpin  en 1888.